# Богдановка (Черниговский район)
Богда́новка (укр. Богданівка) — село,
Богдановский сельский совет,
Бердянский район,
Запорожская область,
Украина.
Код КОАТУУ — 2325580501. Население по переписи 2001 года составляло 678 человек.
Является административным центром Богдановского сельского совета, в который, кроме того, входят сёла
Боевое,
Замостье,
Зелёный Яр и
Мокрый Став.

## Географическое положение
Село Богдановка находится в 2,5 км от левого берега реки Крушанлы,
на расстоянии в 3 км от сёл Мокрый Став и Долгое. Через село проходит балка, в которой берёт начало река Опонлы.

## История
- 1835 год — село основано немцами-менонитами под названием Кантов Нумер, затем переименовано в село Гнаденфельд[3].
- в 1880-х годах земским врачом в Гнаденфельде работал Иван Львович Педьков, впоследствии — заметный деятель медицины в Бердянске[4].
- В 1945 г. переименовано в Богдановку[5].

## Экономика
- ООО Агрофирма «Солекс».

## Объекты социальной сферы
- Школа.
- Дом культуры.
- Фельдшерско-акушерский пункт.